# Miguel Ángel Revilla
Pour les articles homonymes, voir Roiz.
Miguel Ángel Revilla Roiz, né le 23 janvier 1943 à Polaciones en Cantabrie, est un homme politique espagnol, membre du Parti régionaliste de Cantabrie (PRC), dont il est secrétaire général depuis 1988.
Il a été président de la communauté autonome de Cantabrie de 2003 à 2011 puis de nouveau de 2015 à 2023 en coalition avec le Parti socialiste ouvrier espagnol, après en avoir été vice-président entre 1995 et 2003, avec le Parti populaire. Il a été chef de file du PRC à toutes les élections régionales tenues depuis 1983.

## Biographie

### Études et carrière
Il est titulaire d'une licence en sciences économiques et de l'entreprise, ainsi que d'un diplôme dans le domaine bancaire et boursiers, de l'université du Pays basque. En 1973, il est nommé responsable du  syndicat vertical, une structure franquiste, dans la comarque de Torrelavega.
Devenu directeur de la Banco Atlántico de Torrelavega en 1974, il obtient cinq ans plus tard un poste de professeur de structure économique à l'école supérieure de direction des entreprises de Santander.

### Un défenseur de l'autonomie cantabrique
Il participe à la fondation, en 1976, de l'Association de défense des intérêts de la Cantabrie (ADIC), qui sert de base à la création, en 1978, du Parti régionaliste de Cantabrie (PRC). En 1983, un an après être devenu professeur de politique économique et de finances publiques à l'université de Cantabrie, il conduit la campagne du PRC aux élections régionales, où il recueille 6,7 % des voix et 2 députés sur 35.

### L'ascension au début des années 1990
Au scrutin de 1987, il double ses résultats, avec 13 % des suffrages exprimés et 5 sièges sur 39. Il est désigné, le 20 mars 1988, secrétaire général du PRC, en remplacement d'Eduardo Obregón. Bien qu'il se soit fortement replié aux élections de 1991, recueillant 6,4 % des voix et 2 élus du fait de la concurrence de l'Union pour le progrès de la Cantabrie (UPCA), il conduit de nouveau le PRC lors des élections de 1995, au cours desquelles il effectue une importante remontée en obtenant 14,8 % des suffrages et 6 députés.
Il passe ensuite un accord avec José Joaquín Martínez Sieso, du Parti populaire (PP), en vue de la constitution d'un gouvernement minoritaire disposant de 19 sièges, dans lequel il est vice-président et conseiller pour les Travaux publics, le Logement et l'Urbanisme. Au scrutin de 1999, il se maintient à son précédent niveau, avec 13,8 % des voix et 6 députés. Le bon score des conservateurs assure désormais au gouvernement régional de coalition la majorité absolue au Parlement de Cantabrie.

### Premier mandat de président de Cantabrie
À la suite des élections de 2003, le Parti régionaliste de Cantabrie progresse à 19,6 % des voix et 8 députés. Bien qu'il ne dirige que la troisième force politique régionale, il parvient à obtenir la présidence de la communauté autonome après un accord avec le Parti socialiste ouvrier espagnol (PSOE) de Lola Gostoriaga, qui reçoit la vice-présidence du gouvernement. Le 27 juin, Miguel Ángel Revilla est investi président de Cantabrie, étant le premier régionaliste à ce poste.
Il assure son maintien au pouvoir aux élections de 2007, lorsqu'il recueille 29,1 % des voix et 12 des 39 sièges du Parlement régional, son meilleur score depuis 1983. Il reconduit ensuite la coalition avec les socialistes.

### Un soutien des socialistes espagnols
Lors des élections législatives du 9 mars 2008, le PRC ne présenta pas de candidat et ne donna pas de consigne de vote, mais Miguel Ángel Revilla exprima clairement sa préférence pour le président du Gouvernement sortant, José Luis Rodríguez Zapatero. Ainsi, bien que non membre du parti, il assista à Santander à un meeting du PSOE auquel participait Felipe González.

### La défaite de 2011
Candidat pour un troisième mandat, et pour la huitième fois, lors des élections régionales de 2011, il remporte exactement le même score, mais son partenaire de coalition, qui gouverne alors au niveau national, est victime d'un vote sanction du fait de la crise économique mondiale et de ses conséquences. Le bénéficiaire de ce recul socialiste est le Parti populaire, qui obtient 20 sièges, soit juste la majorité absolue. Le 23 juin, Ignacio Diego succède à Revilla comme président de Cantabrie.
Un peu plus de deux mois plus tard, le 2 septembre, il fait savoir qu'il conduira la liste du PRC aux élections générales du 20 novembre, mais qu'il ne renoncera à son mandat de député régional qu'en cas d'élection au Congrès des députés.

### Carrière télévisuelle
Il a profité de son caractère pour faire de nombreuses apparitions dans des shows et programmes humoristiques sur les chaînes de télévision espagnoles. Il a ainsi commencé par collaborer, entre 2007 et 2009, avec Buenafuente, sur La Sexta, où il participait une fois par mois pour commenter l'actualité. En 2010, il commence à officier sur Telecinco, d'abord comme invité habituel de El programa de Ana Rosa, puis il devient en 2011 un collaborateur du talk show La Noria.

### Vie privée
Il est marié en secondes noces avec Aurora Díaz Abella, secrétaire au siège du PRC à Santander. Il est père de trois enfants, issus de son premier mariage.